# Сражение при Пудмерице
Сражение при Пудмерице — (венг. Pudmerici csata) одно из сражений эпохи Освободительной войны 1703—1711 г.г. под руководством Ференца Ракоци. 11 августа 1705 года войска империи Габсбургов разбили при деревне Пудмериц на территории современной западной Словакии повстанческую армию куруцев.
5 мая 1705 года умер император Леопольд I, и на престол вступил Иосиф I. Новый правитель сместил Зигберта Хейстера, прославившегося своей жестокостью, и назначил на его место старого фельдмаршала Людвига фон Эрбевиля. Задача Эрбевиля состояла в том, чтобы освободить осажденный город Липотвар (Леопольдов), но он несколько недель простоял со своей армией в 12-13 000 человек в Чаллокёзбене, так как не смог прорваться из-за разлива рек.
Ракоци хотел заманить его в ловушку между Вагом и Дудвагом, где он насыпал вал. 5-6 августа Эрбевиль даже попал в ловушку, но из-за невыполнения приказов генералами Берчени, Габором Гечи и Анталом Эстерхази имперский генерал вырвался из ловушки и деблокировал Липотвар. После освобождения Липотвара ему было приказано отправиться в Трансильванию и помочь осажденному Бюсси-Рабютену. Ференц Ракоци узнал об этом плане и решил преградить путь Эбревилю у Вага. Он последовал за Эрбевиллем, который двинулся из Липотвара в Надьсомбат (Трнава).
Армия Ракоци выстроилась в деревне Цифер, юго-западне Надьсомбата, и стала ждать Эрбевиля, который 11 августа выступил из Надьсомбата. План Ракоци заключался в том, что огонь батарей, расположенных в деревне, заставит армию Эрбевиля развернуться, а затем венгерская кавалерия ударом со склонов окружит имперцев.
В семь утра появились имперские войска, но, увидев куруцев, повернули на север и хотели пройти через Пудмериц (Будмерице) в направлении Моравии под защитой отрога Малых Карпат. Старшие офицеры Ракоци хотели убедить князя зажать Эрбевиля между горами и там сокрушить его силы. Однако князь возражал и велел им не давать ускользнуть австрийцам и следовать их маршем на север.
Венгры достигли Пудмерица около полудня, и Ракоци понял, что холмистая местность не подходит для кавалерийского боя, но отступать уже было нельзя. Он разместил свою пехоту на окраине деревни, артиллерию — на склоне, а кавалерию во главе с Эстерхази и Берчени — выше на склоне холма.
Появление небольшого отряда вражеской кавалерии побудило куруцев атаковать его, поэтому части генерала Дьёрдя Чаки и полковника Дьёрдя Ретея переправились через ручей, пересекающий деревню. Тем временем Берчени распространил ложную новость о том, что Чаки не может переправиться из-за болота, поэтому Ракоци приказал ему отозвать кавалерию. Но к тому времени она уже была на другой стороне ручья, так что приказ об отходе вызвал беспорядок.
В это время слева, с севера, неожиданно появился Эрбевиль. Имперские пушки стали обстреливать венгерскую кавалерию на вершине холма, и австрийская пехота прошла вдоль ручья и у мельницы, на юго-восточной окраине деревни, завязала рукопашный бой с венгерской пехотой. Армия Ракоци оказалась в сложном положении, так как князь не успел передислоцировать свои войска. Кавалерия бросилась к месту боя, но только усилила неразбериху. Дым от горящего села и облако поднявшейся из-за сильного ветра пыли вызвали беспорядок в рядах всадников Берчени и Эстерхази, которые оказались к тому же под новым ударом кавалерии противника с левого фланга и бросились бежать. Своим примером они увлекли с собой и пехоту.
Куруцы потеряли 200 человек убитыми и ранеными, Эрбевиль — 311 своих бойцов. Из-за пыли и приближения вечерних сумерек фельдмаршал не хотел преследовать куруцев и был доволен тем, что вытеснил армию Ракоци с поля боя. Он расположился лагерем ниже Пудмерица и на следующий день двинуться в сторону Трансильвании.